# 9092 Наньян
9092 Наньян (9092 Nanyang) — астероїд головного поясу, відкритий 4 листопада 1995 року.
Тіссеранів параметр щодо Юпітера — 3,217.